# DIOR大颖
DIOR大颖（1999年2月26日—），本名陈佳莹，马来西亚柔佛州人，华语流行音乐创作女歌手、音乐制作人、作词人、作曲人、内容创作者。2020年她凭借单曲《爱自己更深》在网络上迅速获得广泛关注，自此正式开启其音乐生涯。待疫情后她恢复现场演出，以独具个性的演出模式吸引大量粉丝，在全马巡演各场次门票售罄，人气一路攀升。
DIOR大颖推出多首原创和合唱歌曲，其中《在加纳共和国离婚》《如果那通电话有接通》等代表作在中国的人气尤为突出，先后获得各大音乐流媒体平台的推荐以及国际奖项。2024年，她宣布成立LostControl工作室。
2025年6月，DIOR大颖入选Spotify Equal Asia女歌手代表，并担任当月品牌大使，期间登上了Spotify新马地区播放列表封面，以及纽约时代广场的广告屏。

## 职业生涯

### 出道前：探索突破
DIOR大颖家中从事音响器材行业，加之受父母歌唱爱好的熏陶，自幼便对音乐产生浓厚的兴趣。
2011年，DIOR大颖首次登台参赛，参加了由马来西亚Astro欢喜台主办的《欢喜来卡啦》闽南语歌曲创作演唱大赛。2016年，她参与了电视选秀节目《绝对星光飙唱赛》，彼时也通过网络平台发布翻唱视频。同年中学毕业，她受邀加入某乐队，开始从事音乐驻唱的工作，在这期间曾受聘为波德申海上度假屋的签约歌手。
2019年12月，DIOR大颖在网络首播的马来西亚KOLS节目《PRODUCE KOL练习生》中亮相，并成功挺进总决赛。

### 2020年至2022年：出道沉淀
2020年1月3日，DIOR大颖在马来西亚唱片工业公会（RIM）举办的AIM中文音乐颁奖典礼TikTok名曲挑战环节中，凭借最高点击率的《依然是朋友》翻唱作品获胜，并受邀担任典礼的开场嘉宾。
1月13日，DIOR大颖以方炯镓词曲创作的《爱自己更深》一曲正式出道。该歌曲在抖音、YouTube等平台发布后，播放量和点赞量短时间内迅速突破万次，引起广泛关注。在方炯镓的引荐下，她获邀演唱中国电影《北京女子图鉴之整容大师》主题曲《一个人》。
受新冠疫情的影响，她失去驻唱工作且无法外出商演，遂将其重心转向线上内容创作。其间，她发布另一首主打歌《该怎么原谅》，随后陆续推出多首翻唱单曲，包括《我们没有在一起》《我是不是你最疼爱的人》《阿拉斯加海湾》等。

### 2023年后：扬名海外
DIOR大颖尚未有个人正式演唱会的经历，但她在马来西亚开过小型个人专场。疫情后，她复归现场演出，其独特演出模式吸粉众多，知名度随之上升，全马巡演场场门票均告售罄。2023年2月26日，她在生日当天于新山举办首个线下专场《我要赚个1Million！》，并且在过程中宣布全场退票，告知装有全额门票的信封粘在座椅下方，由观众自主决定是否保留票款或将其作为支持款项。
2023年8月14日，DIOR大颖和菲道尔合作的歌曲《在加纳共和国离婚》上线，这是她首次与其他歌手的合唱作品。该歌曲在中国各大音乐平台取得突出成绩，曾登上快手音乐推荐榜和飙升榜榜首，并进入QQ音乐和酷狗音乐的飙升榜、流行指数榜及00后热歌榜。
同年12月12日，《你最近过得好吗？》一曲上线，标志了DIOR大颖自创词曲作品的开端，同时献给在车祸中逝世的母亲。
2024年5月，她再以原创曲《如果那通电话有接通》纪念亡母，再现了其失去至亲后的心路历程。该MV以DIOR大颖对母亲车祸经历的回忆为蓝本，通过刻画噩耗传来、路过车祸现场、用“桂花油”试图唤醒母亲以及梦中重现等场景，还原了其面对母亲离世的震惊、悲痛与眷恋。歌词从一开始的遗憾与愧疚，到中间对过往点滴的深情回忆，再到最后的释然与祝福，层层递进传达了珍视亲情的主题。这首歌后来在中国东方卫视音乐竞演综艺节目《我们的歌第六季》中被歌手张新成翻唱。
12月4日，她与菲道尔合唱的《在加纳共和国离婚》在Spotify上获得年度最Hit华语榜歌单最多流媒体收听次数歌曲第2名。12月17日，其自创曲《如果那通电话有接通》入选2024汽水音乐&抖音《看见音乐计划·年度盛典》当代流行歌单。《在加纳共和国离婚》亦获选为年度十大金曲之一。
12月12日，DIOR大颖成立LostControl工作室，随后其原创单曲主要以该工作室的版权名义发行。她也开始以旅游博主的身份活跃于国内外，不定期剪辑分享旅行的故事和见闻。
2025年1月27日，她在柔佛州峇株巴辖过年期间，临时策划了仅限80人入座的限定演出《8毛钱皮在痒个人春晚大会》，且仅向每人收取马币八毛钱的入场费，借以回馈家乡的支持者。
6月，DIOR大颖获选为Spotify Equal Asia女歌手代表并担任当月品牌大使，期间登上Spotify新马地区播放列表封面以及纽约时代广场的广告大屏。3日，她与台湾索尼音乐娱乐合作发行个人单曲《节约用爱》，该曲由知名音乐制作人张简君伟亲自操刀词曲创作。
同月，DIOR大颖远赴英国伦敦进行为期一个月的进修，在这期间以三天时间策划并举办了个人免费专场演出《莫名其妙失控大会》。7月4日，她作为唯一受邀的马来西亚歌手，亮相新加坡日落音乐节（Sundown Festival），并首次在当地演绎个人作品。

## 音乐作品

### 发行单曲
| 发行时间       | 曲目               | 作词                       | 作曲           | 备注                                                |
| 2020年1月13日  | 爱自己更深         | 方炯镓                     | 方炯镓         |                                                     |
| 2020年6月10日  | 该怎么原谅         | 方炯镓                     | 方炯镓         |                                                     |
| 2022年1月1日   | 新的一年更有爱     | DIOR大颖、网民投稿         | DIOR大颖       | 麻坡源珍香贺岁广告单曲                              |
| 2023年12月12日 | 你最近过得好吗？   | DIOR大颖                   | DIOR大颖       |                                                     |
| 2024年1月1日   | Happy Go Lucky     | DIOR大颖、大牛             | DIOR大颖、大牛 | 贺岁单曲                                            |
| 2024年5月12日  | 如果那通电话有接通 | DIOR大颖                   | DIOR大颖       | 入选2024年抖音《看见音乐计划·年度盛典》当代流行歌单 |
| 2024年9月2日   | 有天会再相见       | DIOR大颖                   | DIOR大颖       | 2024年MY FM年度十大歌曲                             |
| 2024年10月10日 | 花期不同           | DIOR大颖、大牛             | DIOR大颖       |                                                     |
| 2025年1月1日   | 一七乐团圆         | DIOR大颖、大牛             | DIOR大颖、大牛 | 贺岁单曲                                            |
| 2025年1月10日  | 乐油油             | DIOR大颖、大牛             | DIOR大颖、大牛 | 安佳赞助贺岁单曲                                    |
| 2025年2月26日  | 阿呆See Kin Nah    | DIOR大颖                   | DIOR大颖       |                                                     |
| 2025年3月31日  | 人醒着不过一万多天 | DIOR大颖、大牛、兔子爱吃蒜 | DIOR大颖、大牛 | 3月29日《2人世界2.0》演唱会首唱                     |
| 2025年6月3日   | 节约用爱           | 张简君伟、DIOR大颖         | 张简君伟       | 台湾索尼音乐娱乐发行                                |

### 合唱歌曲
| 发行时间       | 曲目             | 合作歌手 | 词曲                     | 备注                                                                                   |
| 2023年8月14日  | 在加纳共和国离婚 | 菲道尔   | 菲道尔                   | - 2024年Spotify最Hit华语榜歌单第二名 - 2024年抖音《看见音乐计划·年度盛典》年度十大金曲 |
| 2024年11月29日 | TELEPATHY        | 蔡恩雨   | 庞加斯顿、杨文康、蔡恩雨 |                                                                                        |
| 2024年12月22日 | 过了几天         | 郭家玮   | 郭家玮                   |                                                                                        |

### 影视OST
| 发行年 | 曲目   | 作词                         | 作曲         | 备注                                         |
| 2020年 | 一个人 | 廖佑祥、苏钰翔、胡子秦、王晨 | 吴憾、李奕箴 | 中国剧情电影《北京女子图鉴之整容大师》主题曲 |
| 2024年 | 纸蝴蝶 | 林乔、霍含蕾Rea              | 霍含蕾Rea    | 中国网络剧《半熟男女》情感插曲               |

## 演唱活动

### 个人专场
| 日期          | 专场名称                                          | 地点                         |
| 2023年2月26日 | 《我要赚个1Million！》                            | 马来西亚新山Space Oddity     |
| 2025年1月27日 | 《8毛钱皮在痒个人春晚大会》                       | 马来西亚柔佛峇株巴辖         |
| 2025年5月31日 | 《失控音乐会》                                    | 马来西亚柔佛峇株巴辖         |
| 2025年6月21日 | 《Next time me is not【NOW ME】莫名其妙失控大会》 | 英国伦敦The Slaughtered Lamb |

### 联合演唱会
| 日期          | 演唱会名称                                      | 地点                           | 联合歌手               |
| 2023年8月30日 | 《Our's Orikami音乐原创计划Girl's Power演唱会》 | 马来西亚八打灵再也表演艺术中心 | 罗忆诗、黄淑惠、傅熙雅 |

### 演唱会嘉宾
| 日期           | 演唱会名称     | 地点                     | 歌手           |
| 2024年12月20日 | 《TELEPATHY》  | 马来西亚吉隆坡Zepp音乐厅 | 蔡恩雨         |
| 2025年3月29日  | 《2人世界2.0》 | 马来西亚云顶世界云星剧场 | 尤长靖、艾怡良 |

### 音乐节
| 日期         | 音乐节名称                     | 地点           |
| 2025年7月4日 | 日落音乐节（Sundown Festival） | 新加坡虎豹別墅 |

### 颁奖典礼
| 日期         | 典礼名称                | 地点                   | 备注         |
| 2020年1月4日 | 2020AIM中文音乐颁奖典礼 | 马来西亚吉隆坡PGRM大厦 | 担任开场嘉宾 |

## 演出作品

### 综艺节目
| 日期                    | 节目名称               | 频道                             | 备注             |
| 2019年12月              | 《PRODUCE KOL练习生》  | Stardust Online TV、马来西亚JOOX | 参赛选手         |
| 2021年9月4日-10月30日   | 《干爹业配吧！》第二季 | Astro AEC、XUAN                  | 常勇舒森组实习生 |
| 2024年10月20日-10月27日 | 《最好的我们》第二季   | 八度空间                         | 特邀嘉宾         |
| 2024年11月2日-12月7日   | 《歌手 崛起吧！》      | Astro AEC、Astro GO、Sooka       | 领军歌手         |

### 电影
| 年份   | 片名         | 饰演     | 备注               |
| 2025年 | 《半斤百两》 | 直播网红 | 客串马来西亚贺岁片 |

## 獎項紀錄
| 年份   | 頒獎典禮                  | 獎項                  | 作品         | 結果 |
| 2025年 | MY FM 好玩盛典 2025       | MY FM 年度Top 10 歌曲 | 有天會再相見 | 獲獎 |
| 2025年 | YES 933 潮流音樂盛典 2025 | YES 933 潮流新勢力獎  |              | 獲獎 |